# NGC 4512
NGC 4512 (другие обозначения — NGC 4521, UGC 7706, MCG 11-15-61, ZWG 315.46, KCPG 345B, PGC 41621) — галактика в созвездии Дракон.
Этот объект занесён в новый общий каталог несколько раз, с обозначениями NGC 4512, NGC 4521.
Этот объект входит в число перечисленных в оригинальной редакции «Нового общего каталога».
В галактике вспыхнула сверхновая SN 1995J типа II, её пиковая видимая звездная величина составила 16,5.